# U 509
U 509 war ein deutsches U-Boot vom Typ IX C, das von der deutschen Kriegsmarine im Zweiten Weltkrieg eingesetzt wurde.

## Geschichte

### Bau und Indienststellung
Der Bauauftrag erging am 20. Oktober 1939 an die Deutsche Werft in Hamburg. Ursprünglich waren die Boote dieses Typs von der Deschimag AG Weser in Bremen gefertigt worden. Die Deutsche Werft hatte zu Beginn des Zweiten Weltkriegs den Auftrag bekommen, die U-Boote des Typs IX als Nachbau in Großserie herzustellen. Bis Kriegsende stellte die Deutsche Werft 24 U-Boote des Typs IX C für die Kriegsmarine her. Die Kiellegung erfolgte am 1. November 1940 und der Stapellauf am 19. August 1941. die Indienststellung unter dem Kommandanten Korvettenkapitän Karl-Heinz Wolf erfolgte am 4. November 1941.

### Flottillenzugehörigkeit, Kommandanten und Stationierungen
Das Boot gehörte nach seiner Indienststellung bis zum 4. November 1942 der 4. U-Flottille in Stettin an und wurde in der Ostsee als Ausbildungsboot zum Training der Besatzung verwendet. Vom 4. November 1942 bis zu seiner Versenkung unterstand U 509 der 10. U-Flottille im französischen Lorient als Frontboot. Über die gesamte Ausbildungszeit und während der ersten Feindfahrt des Bootes war FKpt. Karl-Heinz Wolff Kommandant von U 509. Ab dem September 1942 bis zur Versenkung des Bootes am 15. Juli 1943 war Korvettenkapitän Werner Witte Kommandant.

### Einsätze
U 509 unternahm vier Feindfahrten, auf denen fünf Schiffe mit 29.091 BRT versenkt und vier Schiffe mit 27.143 BRT beschädigt wurden.

#### Erste Unternehmung
U 509 verließ Kiel am 25. Juni 1942 und lief am 12. September in Lorient nach 80 Tagen auf See ein. Die erste Feindfahrt des Bootes verlief ereignislos.

#### Zweite Unternehmung
Das Boot lief am 15. Oktober 1942 aus Lorient aus und lief am  26. November wieder dort ein. Auf dieser 43 Tage dauernden langen Unternehmung wurden vier Schiffe mit 24.154 BRT versenkt und drei Schiffe mit 20.014 BRT beschädigt.
- 26. Oktober 1942: Beschädigung des britischen Tankers Anglo Mærsk, wurde kurz darauf von U-604 versenkt (7.705 BRT, in Konvoi SL-125 fahrend)[5][6]
- 27. Oktober 1942: Versenkung des britischen Dampfers Pacific Star (7.951 BRT, in Konvoi SL-125 fahrend)[7][6]
- 27. Oktober 1942: Versenkung des britischen Dampfers Stentor (6.148 BRT, in Konvoi SL-125 fahrend, 44 Tote)[8][6]
- 28. Oktober 1942: Versenkung des britischen Dampfers Nagpore (5.283 BRT, in Konvoi SL-125 fahrend, 20 Tote)[9]
- 28. Oktober 1942: Beschädigung des britischen Dampfers Hopecastle (5.178 BRT, in Konvoi SL-125 fahrend)[10]
- 29. Oktober 1942: Beschädigung des britischen Dampfers Corinaldo (7.131 BRT, in Konvoi SL-125 fahrend)[11]
- 30. Oktober 1942: Versenkung des britischen Dampfers Brittany (4.772 BRT, in Konvoi SL-125 fahrend, 14 Tote)[12]
- 13. November 1942: U 509 löst eine Mine in der Nähe von Casablanca aus, erleidet aber nur leichte Schäden

#### Dritte Unternehmung
U 509 verließ Lorient am 23. Dezember 1942 und lief am 11. Mai 1943 wieder dort nach 140 Tagen auf See ein. Auf dieser Unternehmung wurde ein Schiff mit 4.937 BRT versenkt und ein Schiff mit 7.129 BRT beschädigt.
- 10. Februar 1943: Versenkung des britischen Dampfers Queen Anne (4.937 BRT, in Konvoi CA-11 fahrend, 5 Tote)
- 2. April 1943: Beschädigung des britischen Passagierdampfers City of Baroda (7.129 BRT, in Konvoi NC-9 fahrend)

#### Vierte Unternehmung
Im Juli 1943 stellte die U-Bootführung eine U-Bootgruppe zusammen, die von den nordfranzösischen Stützpunkten aus in den Indischen Ozean laufen sollte, um dort den Sommer über Jagd auf alliierte Schiffe zu machen. Die Boote sollten planmäßig zum Ende des Monsunregens das Zielgebiet erreichen. U 509 war dieser Gruppe Monsun zugeteilt und verließ Lorient am 3. Juli. Am 15. Juli befand sich das Boot in auf Höhe von Madeira, als es von einer Wildcat entdeckt wurde, die U 509 im Tiefflug angriff und mit Maschinengewehrfeuer belegte. Kommandant Witte entschloss sich, das Alarmtauchen einzuleiten, als eine Avenger dem Kampfplatz erreichte.

## Verbleib
Am 15. Juli 1943 wurde U 509 nördlich der portugiesischen Insel Madeira durch einen zielsuchenden Torpedo, abgeworfen von einem amerikanischen Torpedobomber, versenkt (Lage). Dabei fand die komplette 54 Mann starke Besatzung des Bootes den Tod.

## Erfolge
| Datum            | Name           | Nationalität           | Tonnage (BRT) | Erfolg          |
| ---------------- | -------------- | ---------------------- | ------------- | --------------- |
| 26. Oktober 1942 | Anglo Mærsk    | Vereinigtes Königreich | 7.705         | beschädigt      |
| 27. Oktober 1942 | Pacific Star   | Vereinigtes Königreich | 7.951         | versenkt (Lage) |
| 27. Oktober 1942 | Stentor        | Vereinigtes Königreich | 6.148         | versenkt (Lage) |
| 28. Oktober 1942 | Hopecastle     | Vereinigtes Königreich | 5.178         | beschädigt      |
| 28. Oktober 1942 | Nagpore        | Vereinigtes Königreich | 5.283         | versenkt (Lage) |
| 29. Oktober 1942 | Corinaldo      | Vereinigtes Königreich | 7.131         | beschädigt      |
| 30. Oktober 1942 | Brittany       | Vereinigtes Königreich | 4.772         | versenkt (Lage) |
| 10. Februar 1943 | Queen Anne     | Vereinigtes Königreich | 4.937         | versenkt (Lage) |
| 2. April 1943    | City of Baroda | Vereinigtes Königreich | 7.129         | beschädigt      |